# Macroscelides
Macroscelides là một chi chuột chù voi, được tìm thấy ở tây Namibia và ở Nam Phi; chúng thuộc nhánh Afrotheria.

## Các loài
Có ba loài được biết đến:
- Macroscelides flavicaudatus: Chuột chù voi tai tròn Namib
- Macroscelides micus: Chuột chù voi tai tròn Etendaka, chỉ được tìm thấy ở kiến tạo Etendaka ở tây bắc Namibia[2]
- Macroscelides proboscideus: Chuột chù voi tai tròn Karoo, hay chuột chù voi tai ngắn

## Hình ảnh

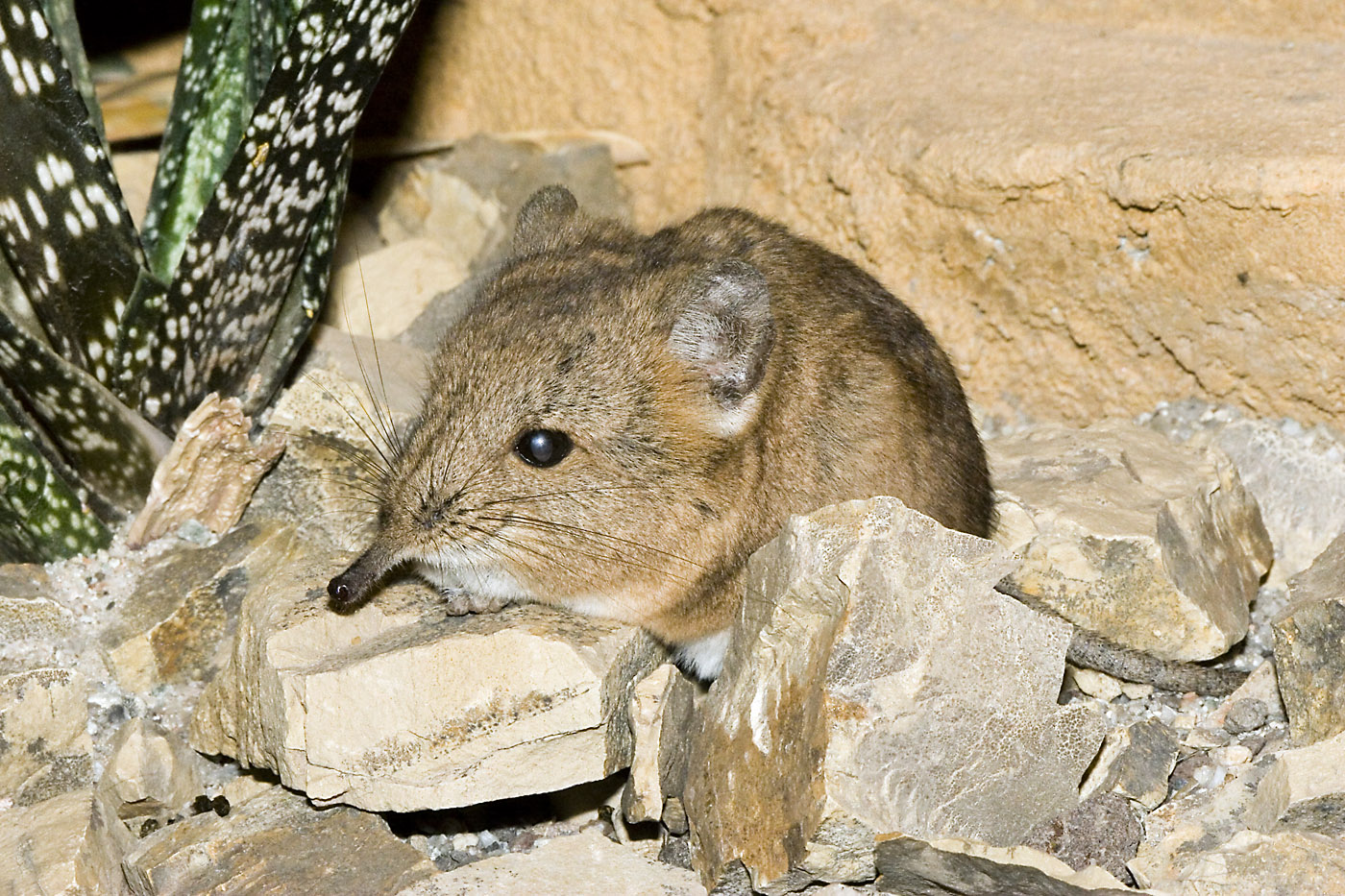
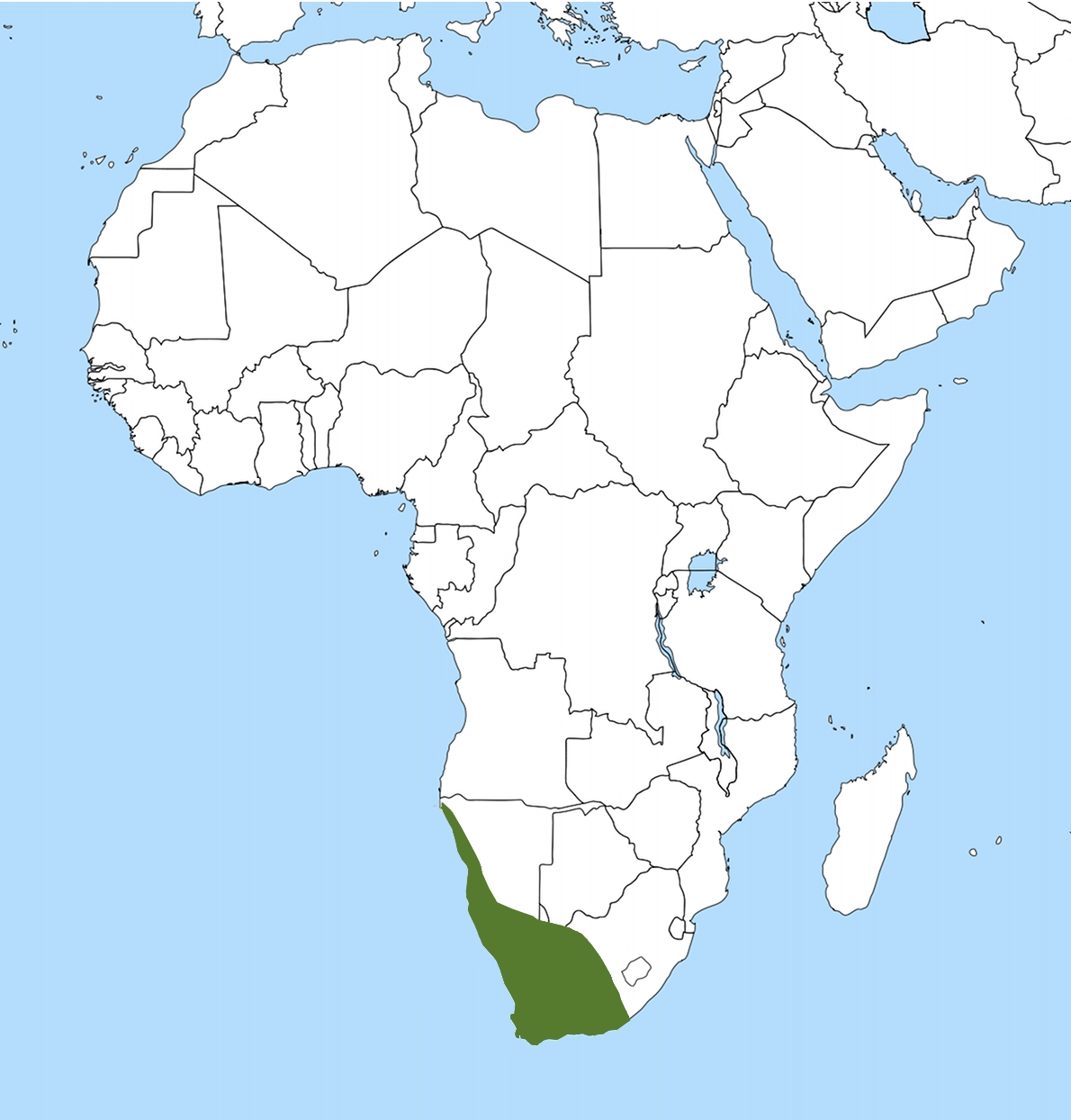